# Abies religiosa
Abies religiosa (ялиця священна, науатль oyamel) — вид ялиць родини соснових. Названий на честь використання листя в релігійних святах у Мексиці, зокрема на Різдво.

## Поширення, екологія
Країни поширення: Гватемала; Мексика (Чьяпас, Гуанахуато, Герреро, Ідальго, Халіско, Мексика Федеральний Округ, Мексика державний, Мічоакан, Морелос, Нуево-Леон, Оахака, Пуебла, Керетаро, Сан-Луїс-Потосі, Сіналоа, Табаско, Тласкала, Веракрус). Росте на великих висотах 2100–4100 метрів в хмарному лісі з великою кількістю опадів, холодним, вологим літом і сухою зимою в більшості ареалу, але в штаті Веракрус на сході росте з опадами цілий рік. Регулярні зимові снігопади відбуваються на найвищих місцях. росте на добре дренованих гірських ґрунтах.

## Опис
Дерево до 40(-60) м заввишки і 200 см діаметром з прямим, круглим стовбуром і пірамідальною або конічною кроною. Довгі гілки першого порядку, стрункі, висхідні, а пізніше стають від горизонтальних до повислих. Кора гладка, сіро-біла, стаючи темно-сіро-коричневою, глибоко розколотою, у невеликих пластинах.
Листки голчасті, плоскі, 1,5–3,5 см в довжину і 1,5 мм в ширину і товщиною 0,5 мм, темно-зелені зверху, і з двома синьо-білими смугами знизу; листова вершина гостра.
Пилкові шишки бічні, повислі, довжиною 10–15 мм з червоними мікроспорофілами. Насіннєві шишки стоячі на короткій часто зігнутій ніжкі, від овально-довгастої до циліндричної форми, розміром 10–16 × 4–6 см, фіолетово-сині з жовтими приквітками, темніють з віком до пурпурно-коричневого кольору. Насіння розміром 10 × 5 мм, блискучі, коричневі з клиноподібними коричневими крилами 10–15 мм довжиною.

## Використання
Поселення виду забезпечують зимівлі для метелика Монарха (Danaus plexippus). У Гватемалі та Мексиці деревина цього виду використовується для легкого будівництва та виготовлення столярних виробів.

## Загрози та охорона
Виснажуються лісозаготівлями. A. religiosa переживає різкий спад у лісах поблизу Мехіко через травми листя і зниження утримання голок, завданим забрудненням повітря. Шкідниками є Lepidoptera: Evita hyalinaria, карликова омела, Arceuthobium abietis-religiosae.  Грибкові патогени включають Heterobasidion annosum — поширена коренева гниль. A. religiosa також підтримує Morchella esculenta. Цей вид присутній у деяких охоронних районах, серед яких національні парки.